# Henrik Toft Hansen
Henrik Toft Hansen (* 18. Dezember 1986 in Skive) ist ein dänischer Handballspieler.

## Karriere
Der 2,00 Meter große und 105 Kilogramm schwere Kreisspieler stand ab Sommer 2011 bei AG København unter Vertrag, mit dem er 2012 die dänische Meisterschaft gewann. Nachdem der AGK im Sommer 2012 in Konkurs gegangen war, unterschrieb er einen Vertrag bei Bjerringbro-Silkeborg. Bevor Toft Hansen beim AGK spielte, war er für Mors-Thy Håndbold und AaB Håndbold aktiv. Im Sommer 2013 wechselte Henrik Toft Hansen zum deutschen Bundesligisten HSV Hamburg, den er nach der Saison 2014/15 verließ und sich dem Ligakonkurrenten SG Flensburg-Handewitt anschloss. Mit Flensburg gewann er 2018 die deutsche Meisterschaft. Ab der Saison 2018/19 stand er beim französischen Verein Paris Saint-Germain unter Vertrag. Mit Paris gewann er 2019, 2020, 2021, 2022 und 2023 die französische Meisterschaft, 2021 und 2022 den französischen Pokal und 2019 den französischen Ligapokal. Seit dem Sommer 2023 steht er wieder beim dänischen Erstligisten Mors-Thy Håndbold unter Vertrag.
Für die dänische Nationalmannschaft bestritt er bisher 148 Länderspiele, in denen er 254 Tore warf. Er stand im erweiterten Aufgebot für die Weltmeisterschaft 2011. Ein Jahr später nahm er an der Europameisterschaft 2012 teil, die Dänemark gewann. Bei der Weltmeisterschaft 2013 wurde er Vize-Weltmeister. Bei den Olympischen Spielen 2016 in Rio de Janeiro gewann er die Goldmedaille. Bei der Weltmeisterschaft 2019 wurde er Weltmeister. Mit Dänemark gewann er bei den Olympischen Spielen in Tokio die Silbermedaille. Bei der Europameisterschaft 2022 gewann er mit Dänemark die Bronzemedaille, war dabei aber nur dritter Kreisläufer.

## Privates
Henrik Toft Hansen ist mit der ehemaligen schwedischen Handballspielerin Ulrika Toft Hansen liiert, mit der er zwei gemeinsame Söhne und eine Tochter hat. Er hat zwei Brüder und zwei Schwestern. Sein Bruder René spielt Handball beim dänischen Erstligisten Bjerringbro-Silkeborg, Allan (* 1996) beim dänischen Erstligisten Mors-Thy Håndbold. Seine Schwester Majbritt (* 1993) spielt in der dänischen Liga bei HH Elite, die jüngste, Jeanette (* 2000) unter anderem bei Aarhus United. Bis auf Linkshänderin Jeanette sind alle Kreisläufer.

## Bundesligabilanz
| Saison    | Verein              | Spielklasse | Spiele | Tore | 7-Meter | Feldtore |
| --------- | ------------------- | ----------- | ------ | ---- | ------- | -------- |
| 2013/14   | HSV Hamburg         | Bundesliga  | 24     | 39   | 0       | 39       |
| 2014/15   | HSV Hamburg         | Bundesliga  | 31     | 91   | 0       | 91       |
| 2015/16   | Flensburg-Handewitt | Bundesliga  | 32     | 52   | 0       | 52       |
| 2016/17   | Flensburg-Handewitt | Bundesliga  | 29     | 60   | 0       | 60       |
| 2017/18   | Flensburg-Handewitt | Bundesliga  | 34     | 64   | 0       | 64       |
| 2013–2018 | gesamt              | Bundesliga  | 150    | 306  | 0       | 306      |